# Droseraceae
Droseraceae é uma família de plantas Angiospermas (plantas que possuem flores), que pertence à ordem Caryophyllales. Esta ordem está incluída no grupo das Eudicotiledônias, possuem, portanto, a sinapomorfia que define este grupo: grãos-de-pólen com três aberturas (tricolpado). A ordem Caryophyllales, por sua vez, está inserida no clado das Pentapetalae.

## Características Morfológicas
As Droseráceas são ervas ou subarbustos de hábito carnívoro, as quais obtêm parte de seus nutrientes de forma distinta, por meio da digestão enzimática de insetos. Os caules são curtos, raramente alongados. Essas plantas possuem folhas modificadas especializadas na captura de pequenos insetos, as quais atraem sua presa pelo odor e/ou coloração chamativa.
As plantas desta família apresentam em geral pelos pedunculados, glandulares e secretores de mucilagem. As folhas são simples, com venação inconspícua, adaxialmente circinadas e se dispõem em padrão alternado e espiralado. As folhas podem conter estípulas e geralmente formam uma lâmina sensitiva para a captura de insetos, sendo coberta por pelos sensitivos secretores de mucilagem ou produzindo uma armadilha para a captura de presas.
As flores são bissexuais, com simetria radial (actinomorfas), hipóginas, diclamídeas, dialpétalas e com perianto pentâmero. Possuem entre 5 a 20 estames, os quais podem ser livres ou unidos na base e anteras rimosas (se abrem longitudinalmente). As droseráceas apresentam de 2 a 5 estiletes, gineceu sincárpico, ovário súpero, unilocular, com óvulos numerosos e placentação basal ou parietal (óvulos presos à parede do ovário). Os frutos são em cápsula loculicida, com 2 a 5 valvas, 1 a 5 lóculos e sementes numerosas.  

## Relações Filogenéticas
O grupo de Pentapetalae possui três grandes clados. O primeiro inclui as Rosideas e Saxifragales. O segundo clado inclui as Caryophyllales, Asterideas, Berberidopsidales e Santales. Por fim, o último clado inclui as plantas da família Dilleniaceae.
Na ordem Caryophyllales, estão inseridas ao todo 38 famílias, sendo as famílias de maior destaque Nepenthaceae, Droseraceae, Caryophyllaceae, Cactaceae e Aizoaceae. Dentro de Caryophyllales há dois clados principais, um denominado Core Caryophyllales e o outro clado incluindo plantas carnívoras como Droseraceae e Nepenthaceae e outras famílias como Polygonaceae.  O clado onde Droseraceae está incluído também incluem as famílias Nepenthaceae, Drosophyllaceae, Ancistrocladaceae e Dioconphyllaceae.
Dentro de Droseraceae há 200 espécies incluídas em três gêneros distintos: Drosera, Dionaea e Aldrovanda. Os dois últimos gêneros, os quais possuem armadilhas para captura de insetos, formam um grupo-irmão. Os organismos do gênero Drosera possuem numerosos pelos glandulares e pegajosos para captura de presas e placentação pariental, característica esta considerada derivada na família Droseraceae. Drosera é o grupo irmão do clado contendo Dionaea e Aldrovanda. 

## Ocorrência no Brasil
No Brasil, apenas o gênero Drosera ocorre naturalmente no meio ambiente. Dentro deste gênero, 31 espécies são encontradas no Brasil sendo 19 espécies endêmicas. Estas plantas se distribuem por todas as cinco regiões brasileiras nos domínios fitogeográficos da Amazônia, Caatinga, Cerrado, Mata Atlântica, Pampa e Pantanal.
Há uma grande variedade de vegetação na qual se encontra espécies da família Droseraceae no Brasil. Dentre os tipo de vegetação, se destacam a savana amazônica, cerrado lato sensu, campo rupestre, campo limpo, campo de várzea, campo de altitude, campinarana, restinga, palmeiral, vegetação sobre afloramentos rochosos, floresta ciliar e áreas antrópicas.

## Modos de Captura de Presa

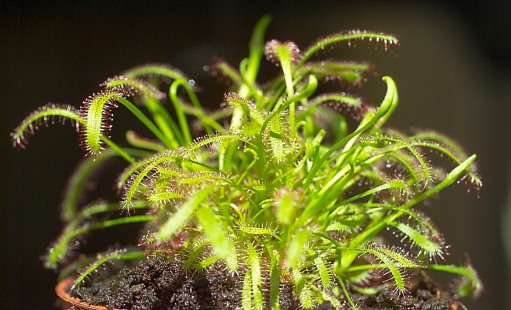
Exemplar de Drosera capensis com pelos secretores para captura de presas.

Em Drosera, pelos glandulares e tentaculares secretores de mucilagem presentes nas folhas auxiliam na captura de pequenos insetos. As presas ficam aderidas na mucilagem desses pelos, com posterior curvatura dos pelos, pressionando assim o inseto contra a lâmina foliar, a qual também se dobra para envolver a presa.  
O gênero Aldrovanda inclui espécie de Droseraceae de hábito aquática com o mecanismo de captura similar ao das Dionaea. Suas armadilhas, porém, são de tamanho reduzido e há numerosos gatilhos na lâmina foliar. 

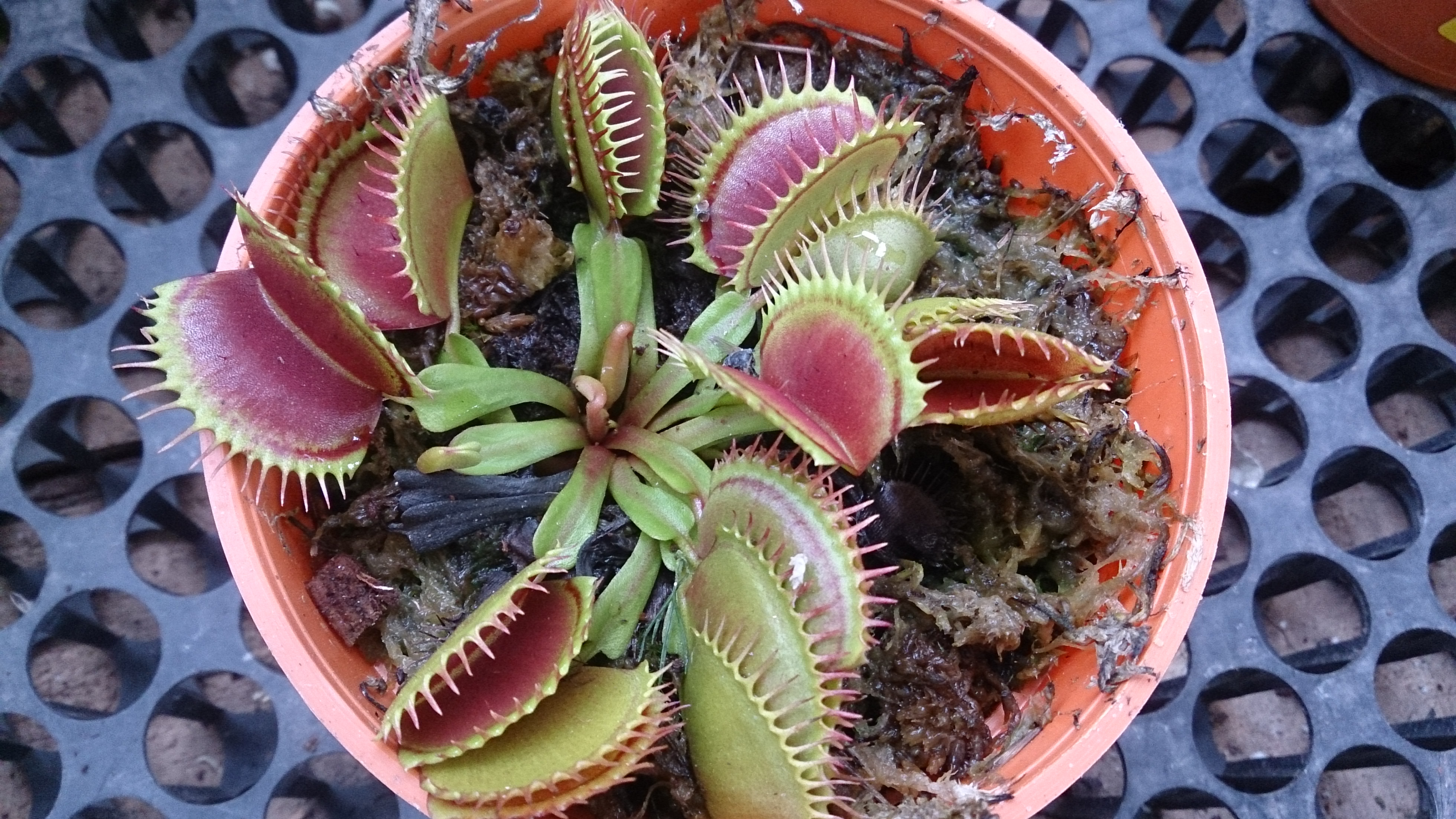
Folha-armadilha de Dionaea muscipula.

Dionaea possui uma estratégia de captura diferente de Drosera. Nestas plantas, há a ocorrência de folhas modificadas para a captura de insetos, denominadas folhas-armadilhas com lâminas articuladas, com a presença de pelos sensitivos na lâmina que irão desencadear o fechamento da armadilha. Quando insetos pousam na folha e tocam nos pelos, estes são estimulados e propagam o estímulo para a articulação da folha, a qual rapidamente iniciará o fechamento da lâmina. O inseto capturado na folha-armadilha será posteriormente digerido por enzimas secretadas pelas células da superfície laminar.    